# No Meio da Rua
No Meio da Rua é um filme brasileiro de 2006, uma comédia dramática em longa metragem voltada para o público infantil, dirigida por Antonio Carlos da Fontoura. Recebeu diversos prêmios em festivais, mas lançado comercialmente recebeu diversas resenhas negativas e teve um público muito reduzido. Segundo dados da Ancine, o filme atraiu apenas 2.133 espectadores.

## Sinopse
A história narra as aventuras de Leonardo, um menino branco, rico e mimado, e Kiko, um menino negro e pobre que sobrevive fazendo malabarismo nos sinais de trânsito. Eles ficam amigos e sobem o morro da favela do Vidigal para recuperar um videogame roubado por traficantes. Segundo o diretor, a trama é inspirada em um episódio real acontecido com seu filho Daniel. A primeira versão do roteiro foi escrita em 1986, e as gravações ocorreram em 2003, contando com a participação de membros da comunidade do morro e o grupo artístico Nós do Morro.
Foi apresentado em 2005 no Festival Internacional de Cinema Infantil de Curitiba, na Mostra de Cinema Contemporâneo Brasileiro e Latino de Curitiba, no Festival Cine PE do Recife, na Mostra de Cinema de Tiradentes, no Festival Internacional de Brasília e no Festival Infanto-Juvenil de Florianópolis, tendo seu lançamento comercial em 2006.
Para a crítica Tereza Novaes, o foco do filme é o problema da exclusão social. Antonio Carlos da Fontoura revelou suas intenções com a obra:
"Não quis fazer outro Cidade de Deus, mas contar essa história, quase uma fábula, sobre duas crianças que não têm tempo de brincar, uma porque é muito rica, outra porque é muito pobre". "O garoto vai viver uma aventura no morro. É uma fábula urbana sobre a possibilidade de aproximação e sobre a busca da individualidade da criança".

## Recepção
Cardoso & Marzulo assinalaram que o filme estabelece um contraste nítido entre a vida controlada, protegida e confortável de Leonardo, que passa a maior parte do tempo isolado em casa e quase só socializa na escola, e a vida livre mas trabalhosa de Kiko, que teve de abandonar os estudos para ganhar o pão nas ruas e tem uma grande rede de amigos. Quando os dois protagonistas estabelecem amizade, um mundo inteiramente diverso do seu é revelado para Leonardo, que em parte fica fascinado, mas também amedrontado pela violência que vê na favela, e isso serve para que ele desperte para as desigualdades da sociedade. Segundo os autores, o filme também procura mostrar que apesar das diferenças, existe uma realidade comum entre as crianças, "ávidas por mais liberdade, inseguras quanto ao futuro, mas determinadas em vivenciar um presente melhor".
Paula Pires Cabral, na detalhada análise que fez em sua dissertação de mestrado, considerou válidas muitas proposições da obra, como a atualidade do tema, o retrato da dicotomia entre as classes sociais e os impactos na vida de duas crianças de meios diversos, sua relação com os pais e as ideologias que representam, seu desejo de romper barreiras e hierarquias, sua adultização precoce em função dos contextos exigentes onde vivem, a descrição do universo infantil tendo a amizade e a confiança como valores de grande importância, a experiência da descoberta das diferenças sociais por Leonardo, e é realista quando termina a narrativa com o afastamento dos meninos: cada um volta para seu mundo. Contudo, na opinião da autora, "por mais que o filme traga duas realidades distintas ligadas ao fator econômico, não consegue fazer uma crítica proeminente dessas questões. Pelo contrário, reproduz a situação vigente na sociedade brasileira".
O filme foi usado como material de debate em sala de aula em um projeto acadêmico de Educação Física realizado em duas escolas na rede pública do Paraná, que teve entre seus objetivos paralelos sensibilizar para a pobreza da classe trabalhadora e para a realidade das ruas, e segundo os organizadores Madlener & Pereira Netto, "a obra teve impacto contundente no alunado das sextas séries". Em um outro projeto com escolares da Baixada Fluminense, desenvolvido por Berino & Marçal y Guthierrez, foi considerado útil, pelo seu enfoque social, para criar diálogos entre os alunos e estabelecer relações com a vida real, além de oferecer "uma oportunidade de discutir características narrativas e estéticas do cinema".
Já para o crítico Sérgio Alpendre, apesar de suas intenções humanistas, o filme fracassa como um manifesto pela inclusão social, mostrando situações pouco convincentes e personagens pouco coerentes, estereotipados e sem dimensão humana verdadeira, resultando num filme equivocado, simplório e demagógico. Alpendre também reprovou a técnica de filmagem e a exploração visual dos espaços, dizendo que era um filme com escasso apuro formal.
O crítico Cléber Eduardo também considerou a filmagem pobre, "mesmo os espectadores com o olhar menos educado tendem a achar rampeira a narratividade visual de Fontoura, apoiada em uma câmera ocasionalmente móvel e infeliz em suas aproximações com os atores", e sobre a caracterização dos protagonistas não foi menos incisivo, considerando-os estereotipados num maniqueísmo tolo, caricato e populista, concluindo que a proposta de estabelecer uma comunicação real entre as classes sociais submergia na superficialidade e artificialidade do tratamento, e "sob a desculpa de estar fazendo um filme infantil, o diretor faz um filme primário, às vezes primitivo, com enquadramentos, cortes, movimentação de atores e interpretações desleixadas".
Para Cesar Zamberlan, o filme é "sofrível", e para Franthiesco Ballerini, é um filme oportunista, que se vale da presença de atores globais e "pega carona" no sucesso de Cidade de Deus para criar uma obra pouco original que é "uma anticontribuição à temática da favela, pois apela ao estereótipo tanto em relação às situações quanto aos personagens".

## Ficha técnica
Atores principais:
- Guilherme Vieira como Leonardo
- Cleslay Delfino como Kiko
- Flávia Alessandra como Márcia
- Cristina Ferro como Pérola
- Maria Monnerat como Renata
- João Antonio como Baratão
- Leandro Hassun como Alcides
- Marcello Escorel como Delegado

Participações de Tarcísio Filho, Diego Ahumada, Maria Mariana Azevedo, João Antônio Jamaica e Renata Nascimento.
Produção:
- Direção e roteiro: Antonio Carlos da Fontoura
- Produtora: Canto Claro Produções
- Direção de fotografia: Alziro Barbosa
- Direção de arte: Alexandre Meyer
- Figurino: Karla Monteiro
- Maquiagem: Helena D'Araujo
- Montagem: Sergio Sbragia
- Som direto: Silvio Da-Rin
- Edição sonora: Marina Meliande e Andreson Carvalho
- Mixagem: Roberto Leite
- Trilha sonora: Pedro Cintra

## Premiações
O filme recebeu vários prêmios:
- Prêmio Especial Gilberto Freyre no Cine PE Festival do Audiovisual do Recife.
- Melhor Ator no Cine PE Festival do Audiovisual do Recife.
- Melhor Ator Coadjuvante no Cine PE Festival do Audiovisual do Recife.
- Melhor Filme do Júri Infantil no Festival Internacional para a Infância e Juventude de Madri (Espanha).
- Melhor Filme para a Juventude do Júri Adolescente no Festival Internacional Schlingel de Chemnitz (Alemanha).
- Melhor Filme Infantil no Festival Internacional Cineport da Língua Portuguesa de João Pessoa.